# Cymothoe debauchei
Cymothoe debauchei är en fjärilsart som beskrevs av Frans G.Overlaet 1952. Cymothoe debauchei ingår i släktet Cymothoe och familjen praktfjärilar. Inga underarter finns listade i Catalogue of Life.